# Rhiannon Leigh Wryn
Rhiannon Leigh Wryn est une actrice américaine, née le 4 janvier 2000, à Los Angeles. Elle est principalement connue pour avoir interprété le rôle d'Emma Wilder dans le film de 2007 Mimzy, le messager du futur.
Son prénom provient d'une chanson de Fleetwood Mac, Rhiannon. Elle la petite sœur de Connor Dylan Wryn (es) et de Hunter Ansley Wryn, également acteurs.

## Filmographie

### Cinéma
- 2003 : Hulk : Betty Ross enfant
- 2007 : Mimzy, le messager du futur (The Last Mimzy) : Emma Wilder
- 2011 : All American Christmas Carol (Téléfilm) : Une gosse jouant Scrooge
- 2018 : EverLife (Court-métrage) : Laura

### Télévision
- 2005 : Un gars du Queens (The King of Queens) (Série TV) : Petite Simone
- 2011 : Max Le géant (Monster Mutt) (Téléfilm) : Ashlet Taylor
- 2012 : Widow Detective (Téléfilm) : Ella Jarrett
- 2018 : Camping (Série TV) : Tyler

### Doublage
- 2008 : Banjo-Kazooie: Nuts and Bolts (jeu vidéo)

## Distinctions

### Nominations
- Saturn Award :
  - Nommée au Saturn Award du meilleur jeune acteur 2008 (Mimzy, le messager du futur)
- Young Artist Award :
  - Nommée à la Meilleure prestation dans un film - Actrice âgée de 10 ans ou moins 2008 (Mimzy, le messager du futur)
  - Nommée à la Meilleure prestation d'un groupe dans un film 2008 (Mimzy, le messager du futur)